# Hold the Light
Hold the Light (engl. für Bewahre/Halte das Licht) ist ein von Sean Carey, Jon Randall und Joseph Trapanese für den Film No Way Out – Gegen die Flammen (Originaltitel Only the Brave) von Joseph Kosinski geschriebenes Lied, das vom US-amerikanischen Country-Musiker Dierks Bentley gesungen wurde, der ebenfalls an dem Lied mitgeschrieben hatte.

## Produktion

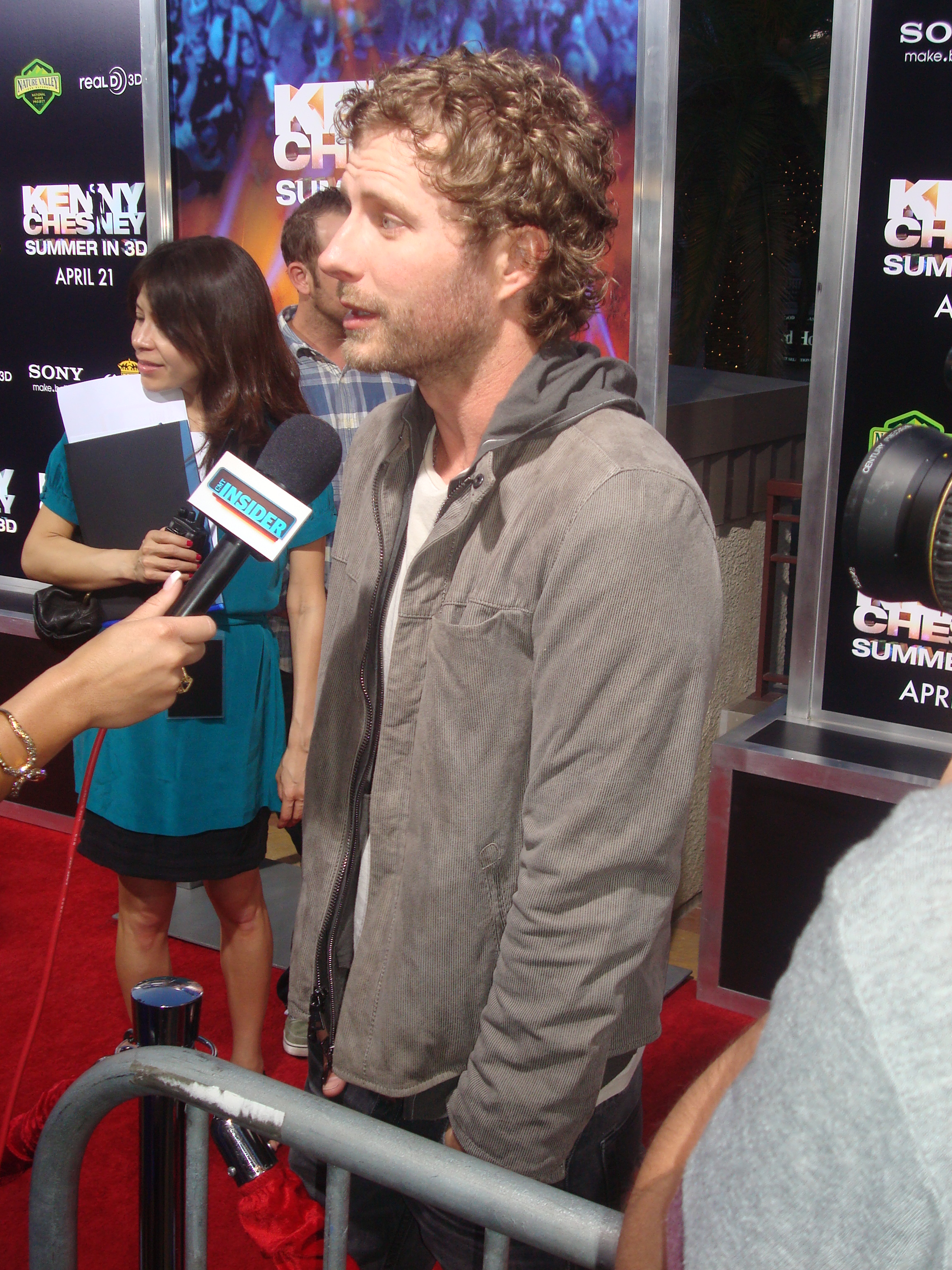
Hold the Light wird von dem US-amerikanischen Country-Musiker Dierks Bentley gesungen

Hold the Light wurde von Sean Carey, Jon Randall und Joseph Trapanese für den Film No Way Out – Gegen die Flammen (Originaltitel Only the Brave) von Joseph Kosinski geschrieben, das vom US-amerikanischen Country-Musiker Dierks Bentley gesungen wurde, der ebenfalls an dem Lied mitgeschrieben hatte.  Der Film schildert die wahren Ereignisse, bei denen im Jahr 2013 bei der Bekämpfung eines Waldbrandes 19 Mitglieder der Granite Mountain Hotshot Crew, der Feuerwehr eines gleichnamigen State Parks in Arizona, ums Leben kamen. Mit dem Lied engagierte sich der in Arizona geborene Bentley nicht zum ersten Mal für die in Yarnell gestorbenen Feuerwehrmänner. Noch im Jahr 2013 organisierte er ein Benefizkonzert mit dem Namen Country Cares Concert für die Familien der Opfer, bei dem mehr als eine halbe Million US-Dollar eingenommen worden war.
Zur Inspiration sagte Dierks Bentley: „Ich denke, im Südwesten der USA aufzuwachsen, lässt einen die Waldbrandsaison viel bewusster erleben und diese ist ein Teil der dortigen Lebenswelt.“ Weitere meinte Bentley, er glaube nicht, dass Menschen, die nicht von dort kommen ein Bild von den Dauerbränden und der Arbeit der Feuerwehrleute haben. Für Bentley ist das Lied seiner Beschreibung nach eigentlich eine Botschaft von den Verstorbenen an die Lebenden: „die Idee, dass man in Zeiten der Dunkelheit die Hoffnung nicht verlieren darf und an dem Licht festhalten muss, um durchzukommen.“ Sean Carey von dem US-amerikanischen Folk- beziehungsweise Singer-Songwriter-Projekt Bon Iver, dessen Schwager selbst Feuerwehrmann ist, meinte: „Das Lied ist etwas Besonderes für mich, weil ich mich wirklich mit der Geschichte verbunden fühlte und versuchte, mich ein wenig in sie hineinzuversetzen, indem ich nicht nur ein Waldbrandbekämpfer war, sondern ein Teil ihrer Familie.“ Der Song wurde mit Klängen von Gitarre und Streichern arrangiert. Es handelt sich bei Hold the Light um Bentleys erste Aufnahme für den Soundtrack zu einem Film. Im Herbst 2017 war Bentley im Rahmen der Country Music Association Awards als Male Vocalist of the Year nominiert worden.

## Veröffentlichung und Musikvideo
Der Song wurde Ende September 2017 veröffentlicht. Am 5. Oktober 2017 wurde ein Musikvideo zu Hold the Light vorgestellt. Das fünfminütige Video zeigt Bentley auf einem Hocker, der den düsteren Song begleitet von seiner Band auf einer Akustikgitarre spielt. Zudem werden der Text des Liedes und Szenen aus dem Film Only th Brave eingeblendet. Das Musikvideo entstand in Nashville unter der Regie von Wes Edwards.

## Rezeption
Für Scott Feinberg von The Hollywood Reporter zählt Hold the Light zu den möglichen Kandidaten in der Kategorie Bester Song bei der Oscarverleihung 2018.

## Auszeichnungen
Am 18. Dezember 2017 gab die Academy of Motion Picture Arts and Sciences bekannt, dass sich der Song in einer Vorauswahl von 70 Liedern befindet, aus der die Nominierungen in der Kategorie Bester Filmsong im Rahmen der Oscarverleihung 2018 bestimmt wurden. Im Folgenden weitere Nominierungen.
Phoenix Film Critics Society Awards 2017
- Nominierung als Best Original Song[13]